# Кобилка (притока Канави)
Кобилка (рос. Кобилка, Без назвы) — річка в Україні у Корюківському районі Чернігівської області. Ліва притока річки Канави (басейн Десни).

## Опис
Довжина річки приблизно 4,85 км, найкоротша відстань між витоком і гирлом — 4,49  км, коефіцієнт звивистості річки — 1,08 . У минулому столітті річка повністю каналізована. У XIX столітті розмір річки був значно більшим по причині великої частоти звивистості.

## Розташування
Бере початок в урочищі Степанівщина. Тече переважно на північний захід листяним лісом і у селі Рейментарівка впадає у річку Канаву, ліву притоку Убіді.

## Цікаві факти
- На східній стороні від витоку річки на відстані приблизно 6,10 км пролягає автошлях Т 2519[3] (автомобільний шлях територіального значення у Чернігівській області. Пролягає територією Корюківського, Сосницького та Коропського районів через Холми — Авдіївку — Оболоння. Загальна довжина — 36,9 км.).